# Deregulering
Deregulering is het verminderen van officiële regelingen, wetten en bemoeienissen van overheidswege.
De gedachten achter deregulering zijn de volgende:
- Een overdaad aan regels creëert toetredingsbarrières tot markten. In het extreemste geval kan dit oligopolies of zelfs monopolies creëren;
- Een overdaad aan regels brengt kosten met zich mee, zowel nalevingskosten van de marktparticipanten als handhavingskosten door de overheid. Dit kan worden opgelost door supervisiebijdragen te heffen bij marktdeelnemers, maar dat verhoogt de kosten aan de kant van de deelnemers en daarmee de toetredingsbarrière;
- Misstanden kunnen door marktwerking van de markt zelf worden opgelost. Als een marktparticipant er een zootje van maakt zal hij klanten kwijtraken aan concurrenten die de zaken beter op orde hebben;
- Een overdaad aan regels ontmoedigt innovatie en eigen initiatief;
- Een overdaad aan regels zal vanaf een bepaald punt niet meer tot de gewenste gedragsveranderingen leiden en zelfs averechts werken, omdat het vrijwel onmogelijk wordt de regels niet te overtreden en te strenge of pedante regels ook weerzin kunnen opwekken.

Sedert de jaren '80 van vorige eeuw wordt het concept “deregulering” vooral gebruikt voor het niet of minder ingrijpen van de overheid in de financiële markten, hetgeen de aanzet voor de financialisering van de wereldeconomie gaf. Vanaf het einde van de jaren '70 kwam in Groot-Brittannië tijdens het economisch beleid van Margaret Thatcher en in de Verenigde Staten onder Ronald Reagan een golf van deregulering op gang, die nadien ook vanaf de jaren 80 in de overige economisch ontwikkelde landen werd doorgezet. Met name kan de verregaande hervorming en deregulering van de Britse financiële markten in 1986 (de Big Bang) worden genoemd. De beweging werd nog versneld vanaf het begin van de 21e eeuw, onder impuls van de Europese Commissie. Na de dood van Mao Zedong heeft ook de Chinese regering mettertijd grote delen van de economie gedereguleerd om vrije marktwerking toe te laten; dit was de grote motor achter het daaropvolgende economische succes van China.  
Sinds 2001 is er ook een beweging de andere kant op, als reactie op een aantal schandalen en crises die de economie en het vertrouwen in de markten sterke schade toebrachten. De eerste impulsen hiertoe werden gegeven door het Enron-schandaal en het ineenklappen van de internetzeepbel, hetgeen de aanzet gaf tot onder andere Sarbanes-Oxley en de Code-Tabaksblat. De kredietcrisis bracht een volgende golf van regulering met zich mee, onder andere de markt voor kredietbeoordelaars werd gereguleerd. Ook politieke ontwikkelingen zoals de Russisch-Georgische Oorlog, spanningen met Iran, de War on Terror en de War on Drugs, hebben geleid tot verscherping van antiwitwaswetgeving.  
Deregulering wordt bepleit vanuit de neoliberale ideologie en door de pleitbezorgers van de Washington-consensus.